# 강석주 (1939년)
강석주(姜錫柱, 1939년 8월 29일~2016년 5월 20일)는 조선민주주의인민공화국의 외교관·정치가이다. 조선민주주의인민공화국 외무성 제1부상, 조선민주주의인민공화국 외무상 직무대리 등을 지냈다.

## 생애
1939년 일제강점기 시절에 평안남도 평원군에서 태어났다. 평양외국어대학에서 영어과를 전공하였으며, 잠시 베이징 대학으로 유학을 한 경험이 있다. 이후 외무성(당시 외무부)에 입부하여 외교관으로서 경력을 시작하였다.
김정일 국방위원장의 측근 인물로 조선민주주의인민공화국 외무성 제1부상에 임명되었으며 대외관계를 총괄하는 업무를 수행해 왔다. 제1차 북핵 위기가 발생하고 북미 간 관계가 악화일로를 걷던 도중, 1994년 6월에 스위스 제네바에서 로버트 갈루치 미국 대북 특사와 협상 끝에 제네바 합의, 즉 북미 기본합의서 체결을 이끌어냈다.

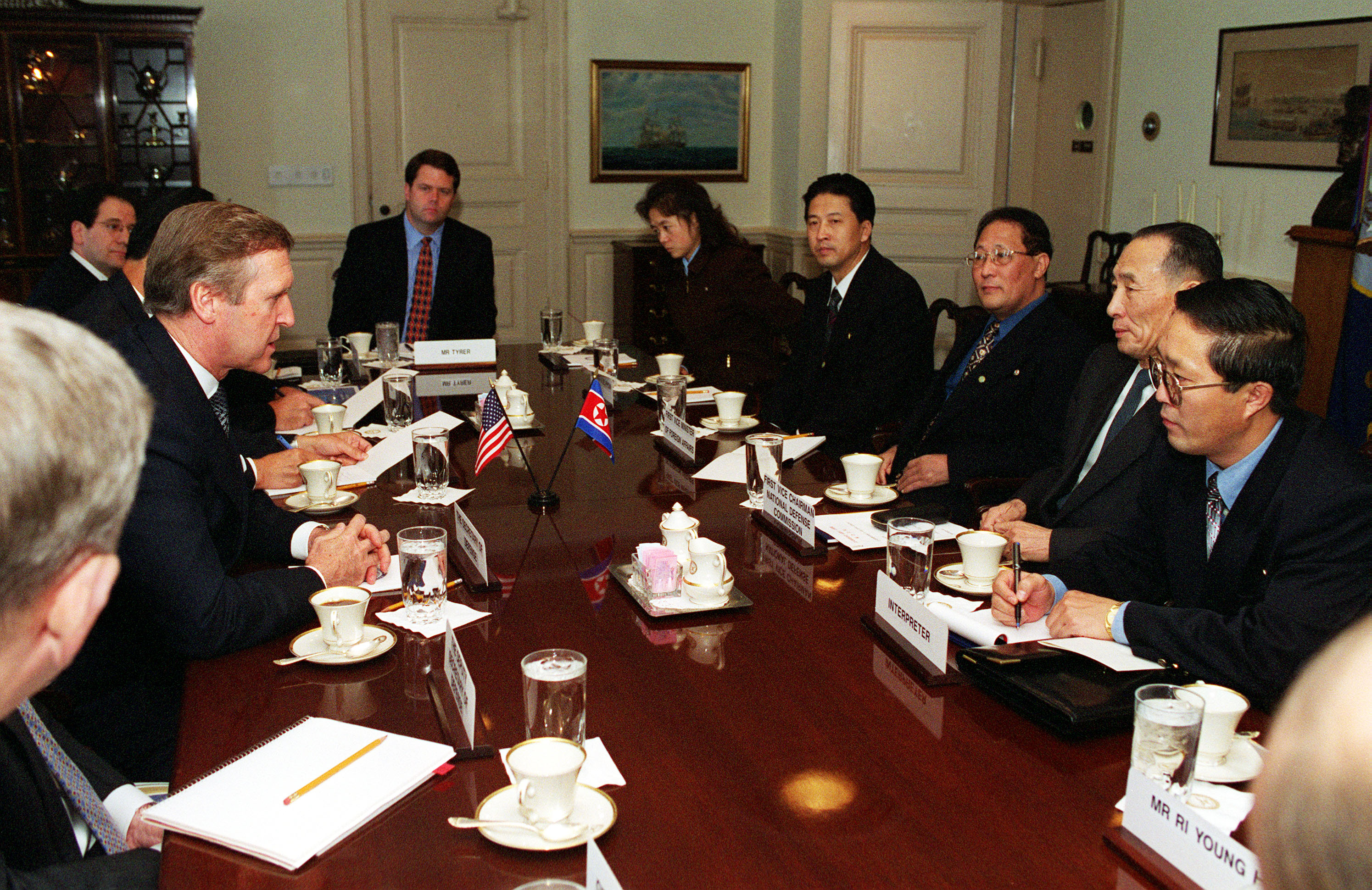
윌리엄 코언 국방부 장관과 북한대표단

2000년 10월 11일, 조명록 차수와 함께 북한대표단으로 펜타곤을 방문하여 윌리엄 코언 국방부 장관과 회담을 가졌다.
이후 백남순 외무상의 역할이 대외행사 참석 등 사실상 얼굴 마담격에 불과했고, 외무성 내 실권은 강석주 제1부상과 김계관 부상 라인에 있는 것으로 전해지고 있다.
당시 외무상 백남순이 사망하며 잠시 동안 외무상 직무대리로서 수행하였다. 백남순 전임 외무상의 사망 이후 김정일 국방위원장의 신임이 두터운 것으로 알려진 강석주 제1부상이 사실상 외교정책의 실무책임을 도맡아 온  것으로 알려져 있다.

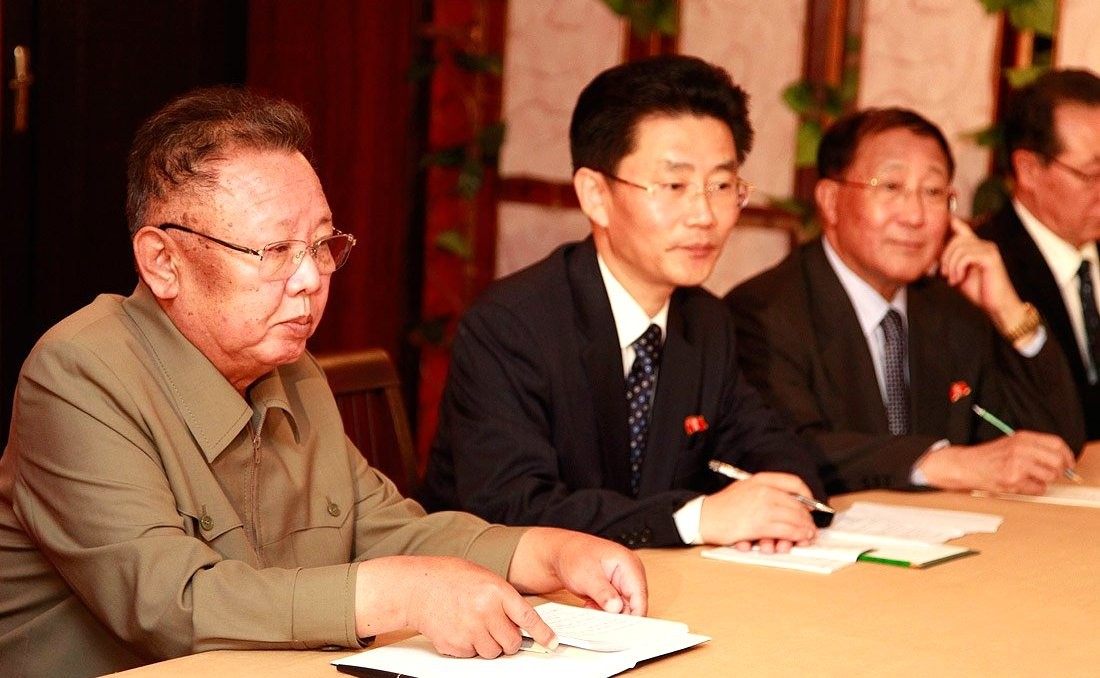
2011년 북러정상회담에 배석한 모습

2000년대에는 6자 회담에 관련하여 김계관과 북한 외교를 이끌었다. 북일정상회담, 북러정상회담에도 배석되었다.
외무성 제1부상 이후로는 내각 부총리, 조선로동당 국제부장을 역임하였다.
2010년대 중반에는 건강 악화로 공식 석상에서 모습을 드려내지 않았으며, 2016년 5월 20일에 식도암으로 사망했다.

## 경력
- 외무성 입부
- 외무성 제1부상
- 외무상 직무대리 ((2007년 1월 3일 - 2007년 5월 18일))